# غراهام واتسون (سياسي)
غراهام واتسون (بالإنجليزية: Graham Watson)‏ هو سياسي بريطاني، ولد في 23 مارس 1956 في المملكة المتحدة. حزبياً، نشط في الديمقراطيون الليبراليون.

## مناصب
- في انتخابات البرلمان الأوروبي 1994، انتخب عضو في البرلمان الأوروبي عن دائرة Somerset and North Devon (European Parliament constituency) [الإنجليزية]‏ لترشحه ضمن  قائمة الديمقراطيون الليبراليون، وقد انضم خلال فترته النيابية (19 يوليو 1994 – 19 يوليو 1999)  للكتلة البرلمانية مجموعة حزب الديمقراطيين الليبراليين والإصلاحيين الأوروبيين [الإنجليزية]‏.
- في انتخابات البرلمان الأوروبي 1999، انتخب عضو في البرلمان الأوروبي عن دائرة جنوب غرب إنجلترا [الإنجليزية]‏ لترشحه ضمن  قائمة الديمقراطيون الليبراليون، وقد انضم خلال فترته النيابية (20 يوليو 1999 – 19 يوليو 2004)  للكتلة البرلمانية مجموعة حزب الديمقراطيين الليبراليين والإصلاحيين الأوروبيين [الإنجليزية]‏.
- في انتخابات البرلمان الأوروبي 2004، انتخب عضو في البرلمان الأوروبي عن دائرة جنوب غرب إنجلترا [الإنجليزية]‏ لترشحه ضمن  قائمة الديمقراطيون الليبراليون، وقد انضم خلال فترته النيابية (20 يوليو 2004 – 13 يوليو 2009)  للكتلة البرلمانية مجموعة تحالف الليبراليون والديمقراطيون من أجل أوروبا [الإنجليزية]‏.
- في انتخابات البرلمان الأوروبي 2009، انتخب عضو في البرلمان الأوروبي عن دائرة جنوب غرب إنجلترا [الإنجليزية]‏ لترشحه ضمن  قائمة الديمقراطيون الليبراليون، وقد انضم خلال فترته النيابية (14 يوليو 2009 – 30 يونيو 2014)  للكتلة البرلمانية مجموعة تحالف الليبراليون والديمقراطيون من أجل أوروبا [الإنجليزية]‏.
- انتخب عضو في البرلمان الأوروبي عن دائرة جنوب غرب إنجلترا [الإنجليزية]‏ (20 يوليو 1999 – 2 يوليو 2014).